# Husice australská
Husice australská (Tadorna tadornoides) je druh velké pestrobarevné kachny z rodu Tadorna, která se endemicky vyskytuje v Austrálii. Preferuje brakické vody, avšak vyskytuje se i ve sladkých a slaných vodách. Její populace stoupá díky přeměně krajiny na pastviny, které husici vyhovují.

## Systematika
Druh byl poprvé popsán v roce 1828 jako Anas tadornoides. O popis se zasloužili anglický ornitolog Prideaux John Selby a skotský přírodovědec Sir William Jardine. Druhové jméno tadornoides odkazuje k druhu Anas tadorna (Linnaeus, 1758) (řecké -oidēs = připomínající). Husice australská netvoří žádné poddruhy. K dalším českým názvům patří husice pestrá.

## Popis

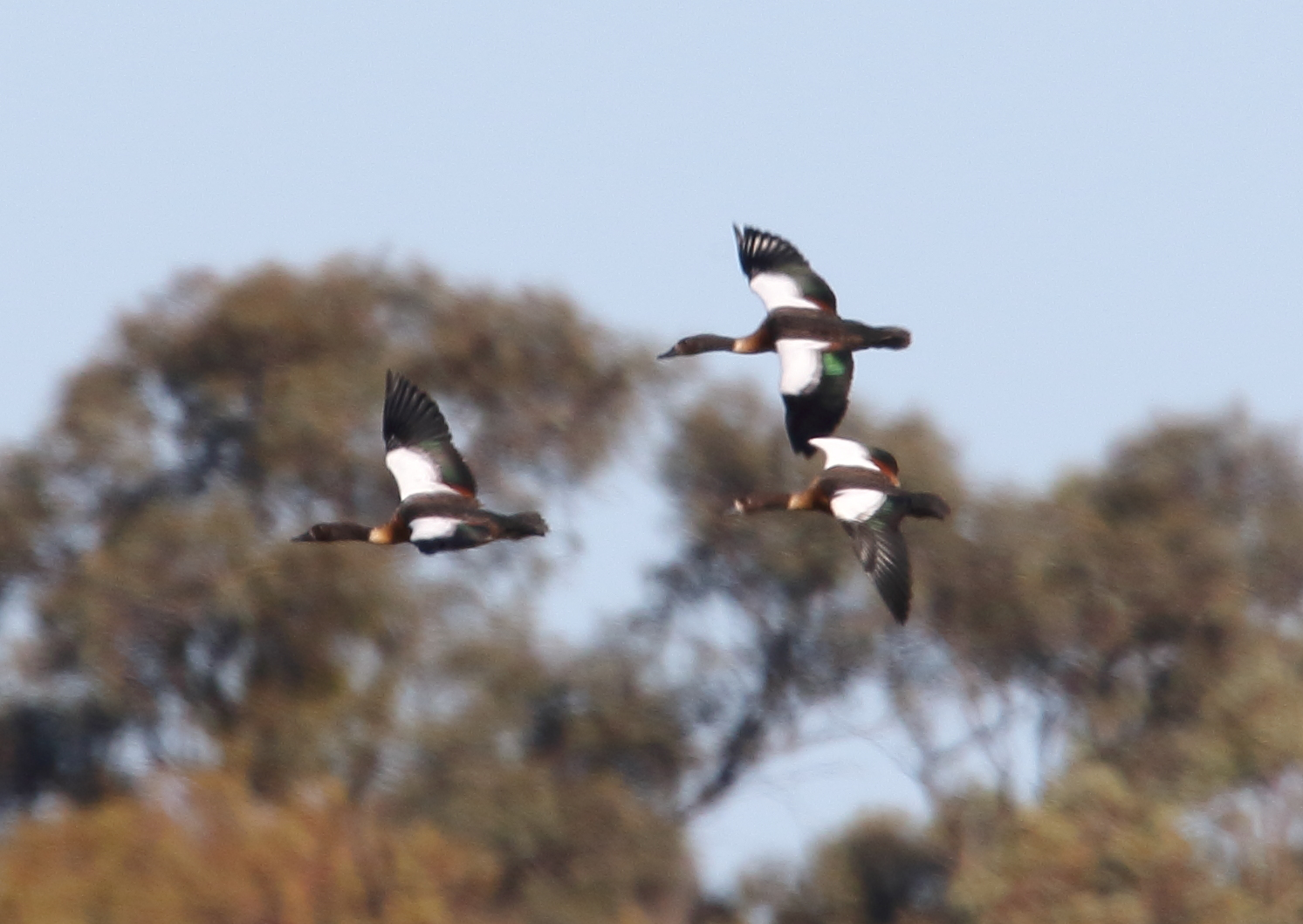
Husice australské v letu

Jedná se o velkou kachnu s nápadným opeřením, malou hlavou a krátkým zobákem. Samec dosahuje výšky 59−72 cm, samice 55−68 cm. Samec váží 1600 g, samice 1300 g. Duhovky jsou tmavě hnědé, zobák černý a nohy šedé. Samec má krk a hlavu černou s iridiscentně zeleným odleskem. Na spodní straně krku se nachází bílý prstenec, který odděluje skořicovou hruď a šíji. Hřbet a kostřec jsou černé, svrchní část krovek je bílá, letky jsou černé. Zrcátko (peří předloketních letek) je u báze černé a u konců nápadně zelené. Ramenní letky jsou kaštanové. Spodní strana těla včetně břicha je tmavě hnědá, spodní krovky ocasní jsou černé. Samice je podobná samci, avšak její hruď je nápadně kaštanová a kolem báze zobáku se obtáčí nápadný bílý kroužek.

## Výskyt
Husice australská se endemicky vyskytuje pouze v Austrálii. Obývá močály a pastviny v jihozápadní a jihovýchodní části australského kontinentu, přítomná je i v Tasmánii a některých ostrůvcích kolem jižního pobřeží Austrálie. V oblibě má hlavně má hlavně nížinatá brakická jezera. Vyskytuje se nicméně i na sladkovodních plochách nebo dokonce na moři. V případě výskytu ve slaných vodách však zalétává i dlouhé vzdálenosti ke sladkovodním zdrojům vody, kterou potřebuje k pití.
Zatoulaní jedinci jsou pravidelně pozorováni na Novém Zélandu, kde se druh často mísí s husicí rajskou. V 80. letech 20. století se husice australská objevila i na ostrově Norfolk.

## Biologie

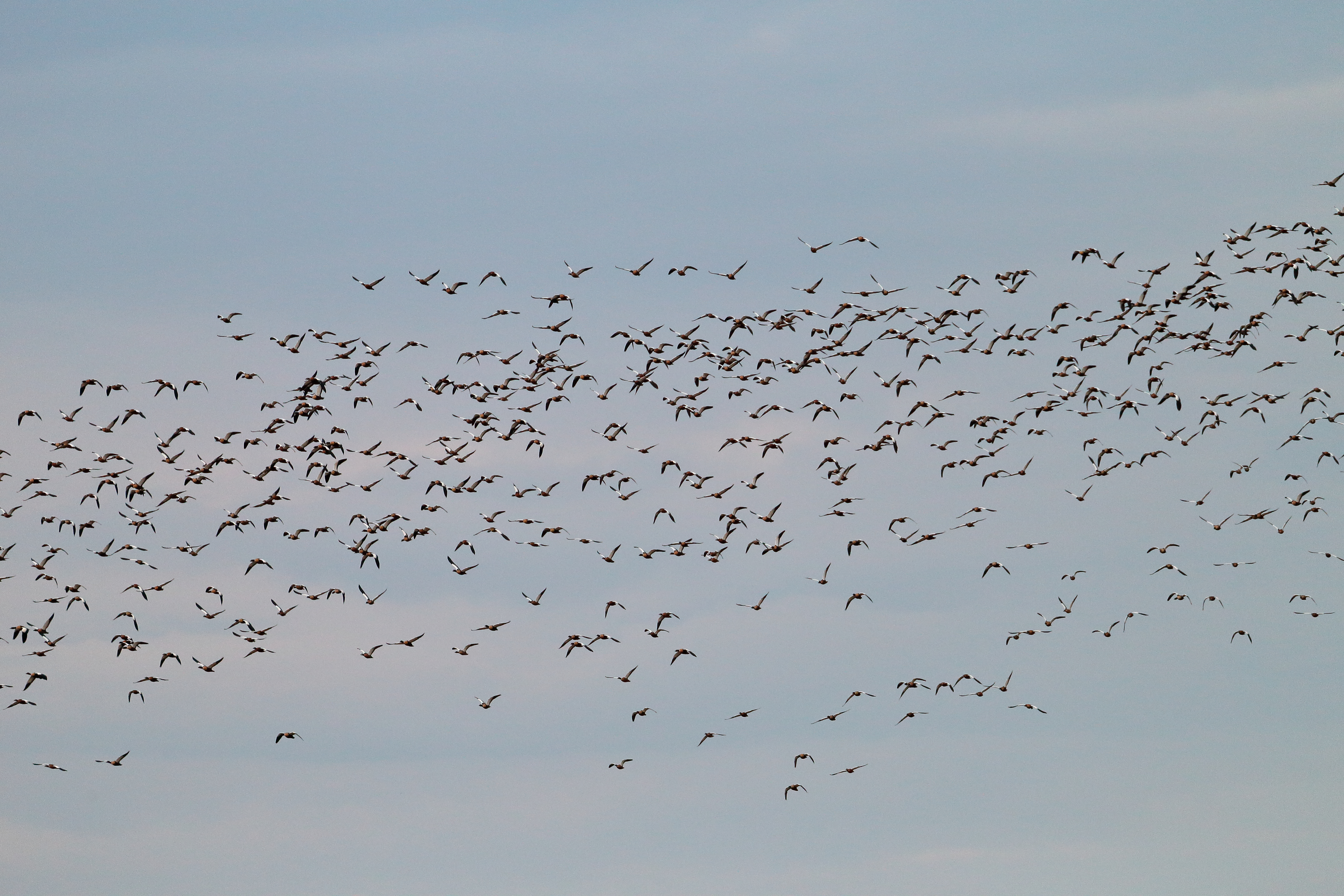
Letící hejno husic australských

Husice australská se často shlukuje do hejn o stovkách až tísnících jedincích. Jedná se o poměrně plaché ptáky, avšak v oblastech v blízkosti lidských sídel si mohou na člověka zvyknout a zkrotnout. Jsou to silní letci, za letu často vydávají výrazné čank-čank. Přepeřuje dvakrát za rok − na podzim přes zahnízděním a koncem jara po období hnízdění.

### Potrava
Živí se rostlinným materiálem i vodními bezobratlými živočichy. Z pojídaných rostlin lze jmenovat jetel (Trifolium), zelenivky (Chlorophyceae), troskuty (Cynodon) či azoly (Azolla). Často pojídanými bezobratlými živočichy jsou pakomárovití (Chironomidae) a klešťanky (Corixa).
Zatímco nedospělé husice se pro potravu potápí často, dospělci pouze během přepeřování, během kterého jsou na měsíc nelétaví, nebo v případě zranění, které jim znemožňuje let.

### Hnízdění

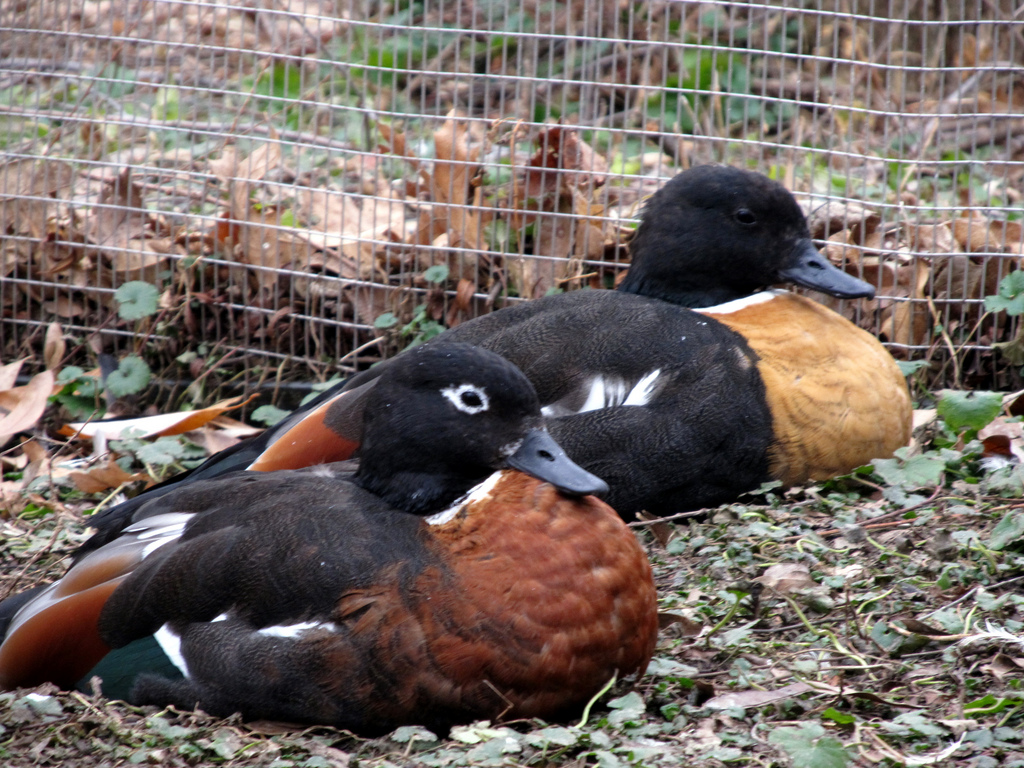
Samice (vpředu) a samec

Husice australská tvoří dlouholeté, snad i trvalé páry. Do hnízdišť dolétá v březnu. V dubnu a květnu dochází k zabírání teritoria, které typicky zahrnuje menší vodní plochu jako je rybníček nebo část větší vodní plochy. Samotné zahnízdění probíhá od červa do října, nejčastěji v červenci a srpnu. Husice zahnizďuje nejraději v dutinách stromu, často i kolem 20 metrů nad zemí. V případě nedostupnosti vhodných stromových dutin může zahnízdit i na zemi v králičích norách nebo v husté vegetaci. Vejce jsou kladena v denních intervalech, velikost snůšky se pohybuje mezi 10−14 vejci. Oválná krémová vejce mají rozměr 68×48 mm. Inkubuje pouze samice po dobu 30−32 dnů. Zatímco samice inkubuje, samec zakládá další teritorium, které může být i několik kilometrů od hnízdiště, kam se chodí samice během inkubace krmit a kde bude po vyklubání mláďat probíhat jejich výchova. K osamostatnění mláďat dochází kolem věku 50−70 dní. První zahnízdění nastává kolem věku 2 let.

## Ohrožení
Husici australskou aktuálně nic neohrožuje − naopak, její početnost stoupá díky přeměně lesů a zemědělských ploch na farmářské pastviny, které husici vyhovují nejvíce, jelikož vedle čerstvé trávy mají přístup i k rybníčkům s vodou budovaných pro napájení dobytka.

## Chov v zoo
Husice rajská byla v září 2023 chována v necelých dvou desítkách evropských zoo. Mezi nimi nechyběly ani dvě české zoologické zahrady, a sice Zoo Plzeň a Zoo Praha. V minulosti byla chována i v Zoo Liberec.
V Zoo Praha byl tento druh chován v letech 1975 až 2000. První odchov v historii zoo se povedl v roce 1993. K obnovení chovu husic australských došlo v roce 2019, kdy byl v polovině července přivezen pár ze Zoo Plzeň.